# Lijst van afleveringen van All Stars
Dit is een lijst van afleveringen van de Nederlandse komedieserie All Stars.

## Seizoen 1 (1999)
| Nr. | Titel                       | Regisseur         | Eerste uitzenddatum NL | Productienummer |  |
| --- | --------------------------- | ----------------- | ---------------------- | --------------- |  |
| 1 | Uit de kruising geplukt     | Jean van de Velde | 10 september 1999      | 02              |  |
| Roos staat op het punt van bevallen. Mark heeft het zwaar met zijn aanstaande vaderschap. En dan vinden de jongens van Swift Boys ook nog een uitgeprocedeerde asielzoeker in hun kleedkamer. |                             |                   |                        |                 |  |
| 2 | Hart van Steen              | Jean van de Velde | 17 september 1999      | 03              |  |
| De jaarlijkse contributie moet betaald worden. Johnny blijkt financieel aan de grond te zitten. Als zijn ploeggenoten achter de oorzaak van zijn geldproblemen komen, organiseren ze een inzamelingsactie voor hem. Maar Johnny stelt deze liefdadigheid niet erg op prijs.                                       |                             |                   |                        |                 |  |
| 3 | Alle Menschen werden Brüder | Jean van de Velde | 24 september 1999      | 01              |  |
| Een vriendschappelijke wedstrijd tegen een Duits elftal: kan dat wel? Onze jongens zetten alles op alles om het WK ’74 te revancheren. Maar dat loopt anders dan verwacht. opm: Deze aflevering werd als pilot opgenomen in september 1998. Alle andere afleveringen uit seizoen 1 werden in juni 1999 opgenomen. |                             |                   |                        |                 |  |
| 4 | Make Love Not War           | Jean van de Velde | 1 oktober 1999         | 04              |  |
| Om de agressie op en rond het veld een halt toe te roepen spelen de jongens van Swift Boys een ‘fair play’ wedstrijd tegen een Limburgs elftal. Hero grijpt deze kans met beide handen aan om zijn boodschap van sportiviteit, liefde en broederschap uit te dragen.                                              |                             |                   |                        |                 |  |
| 5 | PVCDW uit, altijd lastig    | Jean van de Velde | 8 oktober 1999         | 05              |  |
| Nadat Nemo, het broertje van Hero komt invallen voor Hero moeten de jongens van Swift Boys ergens diep in de provincie een uitwedstrijd spelen. Ze raken hopeloos verdwaald in de polder. De spanning loopt op tijdens dit staaltje carpooling van het hoogste niveau.                                            |                             |                   |                        |                 |  |
| 6 | Wie is Jos Heyman?          | Jean van de Velde | 22 oktober 1999        | 06              |  |
| Het spel van de jongens van Swift Boys wordt in een paginagroot artikel genadeloos afgekraakt. De voorzitter daagt de journalist uit om zelf eens een wedstrijd mee te voetballen. Ondertussen zit Willem in een seksuele identiteitscrisis.                                                                      |                             |                   |                        |                 |  |
| 7 | Zeven jongens en een baby   | Jean van de Velde | 29 oktober 1999        | 07              |  |
| Mark moet op de baby passen omdat Roos een weekend weg is. Precies het weekend dat de jongens van Swift Boys hun degradatiewedstrijd spelen tegen…. de Poldervogels. Mark moet kiezen: het elftal of zijn baby.                                                                                                   |                             |                   |                        |                 |  |
| 8 | Peter for President         | Jean van de Velde | 5 november 1999        | 08              |  |
| Er zijn bestuursverkiezingen. De jongens van Swift Boys willen de voorzitter een hak zetten en stellen Peter tegenkandidaat voor het voorzitterschap. Peter neemt zijn verkiezing een tikkeltje te serieus. |                             |                   |                        |                 |  |
| 9 | Paard van Troje             | Jean van de Velde | 12 november 1999       | 09              |  |
| Een neef van Johnny komt invallen. De jongen blijkt een criminele achtergrond te hebben en is erg gewelddadig. Tot overmaat van ramp wil hij helemaal niet meer weg uit het elftal. Paul herontdekt zijn ‘roots’ en probeert met Winti van de ongewenste invaller af te komen.                                    |                             |                   |                        |                 |  |
| 10 | De Konijnenfluisteraar      | Jean van de Velde | 19 november 1999       | 10              |  |
| Bram is eindelijk verliefd. Zijn ploeggenoten staan erop om zijn nieuwe vriend te ontmoeten. Ze willen kijken of hij wel goed genoeg is voor hun Bram. Hij blijkt erg goed te zijn. Misschien wel iets té goed.                                                                                                   |                             |                   |                        |                 |  |
| 11 | R.E.S.P.E.C.T.              | Jean van de Velde | 26 november 1999       | 11              |  |
| De EK-finale Nederland-Engeland wordt gespeeld in de Amsterdam Arena. De jongens van Swift Boys zetten alles op alles om aan kaartjes te komen. Dan blijkt dat hun vriendinnen kaartjes voor de skybox hebben gewonnen met een prijsvraag. (Ontbreekt op de dvd van seizoen 1.)                                   |                             |                   |                        |                 |  |
| 12 | Ben nie blind               | Jean van de Velde | 3 december 1999        | 12              |  |
| Als Mark voor de zoveelste keer is vreemdgegaan, gaat Roos in de tegenaanval: ze weet een afspraakje te versieren met een wel heel beroemde voetballer. |                             |                   |                        |                 |  |
| 13 | Van jonge heren...          | Jean van de Velde | 10 december 1999       | 13              |  |
| Als de jongens van Swift Boys erachter komen dat Mark en Roos gaan trouwen, organiseren ze een vrijgezellenavond voor hem. Hun vriendinnen krijgen hier lucht van en besluiten de rollen om te draaien. |                             |                   |                        |                 |  |

## Seizoen 2 (2000-2001)
| Nr. | Titel                      | Regisseur         | Eerste uitzenddatum NL | Productienummer |  |
| --- | -------------------------- | ----------------- | ---------------------- | --------------- |  |
| 1 | Over mijn lijk             | Jean van de Velde | 6 december 2000        | 14              |  |
| Willem moet kiezen: het doel verdedigen tegen de gevreesde Poldervogels of - zoals beloofd - met de familie naar het strand. Ondertussen heeft Johnny hevig liefdesverdriet en staat een nieuw meisje achter de bar: Nadja. |                            |                   |                        |                 |  |
| 2 | Bullie                     | Joram Lürsen      | 13 december 2000       | 15              |  |
| De Swift Boys zijn aangeslagen door het verlies van Willem en maken zich op voor zijn afscheid. Tijdens de begrafenis komt Bram tot een bijzondere ontdekking. |                            |                   |                        |                 |  |
| 3 | Engel op de lat            | Joram Lürsen      | 20 december 2000       | 16              |  |
| Bram helpt Anja het tuincentrum draaiende houden en ontdekt heel nieuwe gevoelens bij zichzelf. Ondertussen moeten onze Swift Boys op zoek naar een nieuwe keeper. |                            |                   |                        |                 |  |
| 4 | Oost West as Best          | Joram Lürsen      | 27 december 2000       | 17              |  |
| De jongens besluiten Willems laatste wens te respecteren: zijn as over de heilige grond van het Philips Stadion verstrooien. Johnny en Nemo helpen in de kantine en ontdekken een nieuwe kant van Nadja. Opmerkelijk is dat Frank Lammers een bijrol als bewaker van het stadion heeft; het volgende seizoen speelt hij Berrie. Een ander opmerkelijk feit is dat Theo Maassen, die in deze aflevering een bijrol heeft, tijdens de opnames de door PSV gewonnen UEFA Cup uit 1978 stal.In september 2001, geeft hij in een live Studio Sport uitzending de beker terug aan Stan Valckx. |                            |                   |                        |                 |  |
| 5 | Een kwestie van vertrouwen | Joram Lürsen      | 3 januari 2001         | 18              |  |
| Waar iedere jongen van gedroomd heeft, overkomt Mark: hij wordt door een spelersmakelaar benaderd om als prof te spelen bij een club in de Verenigde Arabische Emiraten. Zal Mark de overstap maken en zijn vrienden in de steek laten? |                            |                   |                        |                 |  |
| 6 | Geschoren kameraden        | Joram Lürsen      | 10 januari 2001        | 19              |  |
| Peter is bang dat hij een ernstige ziekte onder de leden heeft. Hij laat zich onderzoeken. Zijn teamgenoten weten van niks. |                            |                   |                        |                 |  |
| 7 | Krulleput en Schrielemiet  | Joram Lürsen      | 17 januari 2001        | 20              |  |
| Johnny is nu echt te ver gegaan op het voetbalveld en wordt aangeklaagd wegens het toebrengen van lichamelijk letsel. Er is maar één advocaat die Johnny kan verdedigen: Bram. Paul geeft zijn carrière een nieuwe wending. |                            |                   |                        |                 |  |
| 8 | Fluitvader                 | Joram Lürsen      | 24 januari 2001        | 21              |  |
| Na een huwelijk van ruim 35 jaar besluiten de ouders van Bram te gaan scheiden. Brams moeder wil haar zoon als advocaat. Brams vader logeert voorlopig bij zijn zoon en vertrouwt hem een groot geheim toe. |                            |                   |                        |                 |  |
| 9 | De tasjesdief              | Jean van de Velde | 31 januari 2001        | 22              |  |
| Iemand heeft gestolen uit de kleedkamer. Zijn de Swift Boys nog te vertrouwen? Paul krijgt bezoek van zijn moeder. |                            |                   |                        |                 |  |
| 10 | Therapie                   | Joram Lürsen      | 7 februari 2001        | 23              |  |
| De relatie van Mark en Roos is nu echt in een crisis beland en ze besluiten samen in therapie te gaan. De therapeut betrekt het hele voetbalteam in zijn analyse. |                            |                   |                        |                 |  |
| 11 | De beautycase              | Jean van de Velde | 14 februari 2001       | 24              |  |
| Peter heeft een verjaardagscadeau gekocht voor Nadja. Dat valt niet goed bij zijn vrouw. De ruzie die volgt loopt volledig uit de hand. |                            |                   |                        |                 |  |
| 12 | De geur van kampioenen     | Joram Lürsen      | 21 februari 2001       | 25              |  |
| Onder het oog van een mogelijke koper van de club spelen de jongens de laatste, beslissende wedstrijd van het seizoen tegen de Poldervogels. Worden onze Swift Boys nu eindelijk kampioen? |                            |                   |                        |                 |  |

## Seizoen 3 (2001)
| Nr. | Titel                        | Regisseur                   | Eerste uitzenddatum NL | Productienummer |  |
| --- | ---------------------------- | --------------------------- | ---------------------- | --------------- |  |
| 1 | Nieuwe ballen                | Pollo de Pimentel           | 25 september 2001      | 26              |  |
| De Brabantse rijschoolleraar Berrie van Nemo valt een dagje in, om vervolgens nooit meer weg te gaan. Dat voetbal en golf niet samengaan wordt pijnlijk duidelijk wanneer een nieuwe golfclub zich wil vestigen naast de velden van Swift Boys 8. |                              |                             |                        |                 |  |
| 2 | Lang leve de Lustrumloterij  | Pollo de Pimentel           | 2 oktober 2001         | 27              |  |
| De Swift Boys bestaan 75 jaar en dat moet gevierd worden met een lustrumfeest. Het plan van Johnny en Nemo om in één klap binnen te zijn door een lustrumloterij te organiseren pakt anders uit dan verwacht. Mark en Roos zitten wederom in een relationele crisis; samen uit is leuk, maar waarheen? |                              |                             |                        |                 |  |
| 3 | De Breakfast Club            | Jack Wouterse ("Veldheren") | 9 oktober 2001         | 28              |  |
| Mark wordt ontslagen en begint met hulp van Roos zijn eigen bedrijf: een ontbijtservice. Het is echter moeilijk om aan goed personeel te komen. Mark stelt alles in het werk om Nadja in dienst te nemen, maar wil zijn vrienden Johnny en Nemo ook niet teleurstellen. Al snel blijkt Mark heel verkeerde keuzen te hebben gemaakt.                                                                               |                              |                             |                        |                 |  |
| 4 | Romek Spandau                | Pollo de Pimentel           | 16 oktober 2001        | 29              |  |
| Roem en rijkdom lonken wanneer de Duitse filmproducent Romek Spandau binnenvalt bij de Swift Boys. Mark, Johnny, Berrie en Peter blijken ideaal voor zijn nieuwste productie. Als Berrie zich eindelijk herinnert van welke films hij de naam Romek Spandau kent en Nadja ook mee blijkt te doen, zijn de jongens niet meer te stoppen.                                                                            |                              |                             |                        |                 |  |
| 5 | Oud zaad                     | Marc Nelissen               | 23 oktober 2001        | 30              |  |
| Willem is terug! En wel in het benevelde geheugen van Nemo. De jongens worden namelijk onder de douche opgeschrikt door twee Amerikaanse gangsters die op zoek zijn naar Willem, die nog wat 'zakelijke' afspraken had lopen bij deze heren: de export van Hollandse hash. Willem wilde een grote slag slaan. Nemo was zijn bondgenoot en moet nu in zijn geheugen gaan graven: waar is de hash, waar is het geld? |                              |                             |                        |                 |  |
| 6 | GRLPWR!                      | Pollo de Pimentel           | 30 oktober 2001        | 31              |  |
| Bram wordt trainer van het nieuwe damesteam van Swift. Als hij op de eerste trainingsdag is verhinderd, neemt Mark de les maar al te graag van hem over. Eenmaal aangekomen bij de club treft hij daar Berrie, die ook blijkt te zijn gebeld door Bram. Er ontstaat een verbeten strijd tussen de twee trainers.                                                                                                   |                              |                             |                        |                 |  |
| 7 | Peter is mijn ideaal         | Marc Nelissen               | 6 november 2001        | 32              |  |
| Wat iedereen voor onmogelijk hield gebeurt: een bloedmooie vrouw wordt verliefd op Peter en probeert hem te verleiden. Peter op zijn beurt verkeert in dubio, trouw blijven aan zijn vrouw of een wild avontuur met deze schone. Voordat Nemo kan afrijden, moet hij eerst zijn theorie halen. Johnny en Berrie staan hem bij in dit avontuur.                                                                     |                              |                             |                        |                 |  |
| 8 | Shampoo voor een proefkonijn | Pollo de Pimentel           | 13 november 2001       | 33              |  |
| Het luie leventje van Nemo wordt wreed verstoord als hij door de sociale dienst gedwongen wordt werk te zoeken. Met de hulp van de jongens vindt hij de ideale baan: medisch proefkonijn. Een ruzie tussen Mark en Roos loopt zo hoog op dat Mark besluit te vertrekken. Een slaapplaats vinden is lastiger dan gedacht. Uiteindelijk kan hij terecht op de laatste plek die hij had verwacht: Nemo's nieuwe werk. |                              |                             |                        |                 |  |
| 9 | Goddelijke gemeenschap       | Marc Nelissen               | 20 november 2001       | 34              |  |
| De jongens komen weer eens een man te kort voor het voetballen. Als Hero wordt gebeld, blijkt deze te zijn toegetreden tot de 'Goddelijke Gemeenschap Van De Nieuwe Boeddha' en geen contact met de buitenwereld te mogen hebben. Onze jongens weten wat ze te doen staat en vormen een reddingsteam om Hero te bevrijden uit de klauwen van de sekte.                                                             |                              |                             |                        |                 |  |
| 10 | Big Soccer                   | Marc Nelissen               | 27 november 2001       | 35              |  |
| Paul heeft het idee van zijn leven, ook al vinden Johnny en Peter dat zij het bedacht hebben. Een televisieprogramma over het wel en wee van een amateur voetbalteam. Wanneer bij de producent blijkt dat het misschien toch niet zo origineel was, is ineens niet meer duidelijk van wie het idee nu precies kwam.                                                                                                |                              |                             |                        |                 |  |
| 11 | Blinde homo!                 | Jack Wouterse ("Veldheren") | 4 december 2001        | 36              |  |
| Hoe slechter het voetbal, hoe slechter de scheidsrechters, hoe heftiger de protesten. De KNVB heeft schoon genoeg van het gescheld op scheidsrechters en besluit op geheel eigen wijze het achtste elftal van Swift Boys te straffen voor hun wangedrag. De scheidsrechter voor de eerstvolgende wedstrijd zorgt voor chaos, misverstanden en onthutsende onthullingen.                                            |                              |                             |                        |                 |  |
| 12 | De langste adem              | Marc Nelissen               | 11 december 2001       | 37              |  |
| Om te bewijzen dat zij ook sportief hun mannetje kunnen staan, besluiten Roos, Maartje en Henri mee te doen aan de marathon van Rotterdam. De Swift Boys besluiten de dames te steunen, maar hebben intussen een heel ander plan. Nadja en Paul wedden op de uitslag van de marathon. Wat begint als een aardigheidje ontaardt in een strijd tussen de seksen.                                                     |                              |                             |                        |                 |  |
| 13 | Samen is niet alleen         | Jean van der Velde          | 18 december 2001       | 38              |  |
| De grote dag is dan toch eindelijk aangebroken: Bram gaat trouwen. Henri is de gelukkige bruidegom. De jongens besluiten iets speciaals te doen voor dit homohuwelijk. Voor één keer laten ze zich van hun vrouwelijke kant zien. Het belooft een huwelijksfeest te worden om nooit te vergeten. |                              |                             |                        |                 |  |

## Speciale uitzending
| Nr. | Titel                   | Regisseur    | Eerste uitzenddatum NL | Productienummer |  |
| --- | ----------------------- | ------------ | ---------------------- | --------------- |  |
| 1 | All stars vs VARA stars | Joram Lürsen | 3 november 2000        |                 |  |
| De Swift Boys spelen tegen de VARA Stars in verband met het jubileum 75 jaar VARA. Wanneer de Swift Boys door hebben dat de VARA fl 10.000,00 aan het goede doel geeft voor elk doelpunt dat het VARA Stars-team scoort, besluiten ze zo veel mogelijk doelpunten in eigen doel te scoren. |                         |              |                        |                 |  |